# Jo Tessem
Jo Stuen Tessem (Ørland, 28 febbraio 1972) è un ex calciatore norvegese, di ruolo attaccante o centrocampista.

## Carriera

### Giocatore

#### Club
Proveniente da Brekstad, Trøndelag, Tessem iniziò a giocare a calcio nell'Ørland, con cui giocò nelle serie inferiori norvegesi. Fece parte delle forze armate per un certo periodo e lavorò alla Værnes flystasjon. All'epoca si allenò anche con lo Stjørdals-Blink, ma non firmò nessun contratto. Si allenò poi con il Lyn e mostrò in fretta il suo talento, così gli fu offerto un contratto professionistico. Nel 1996, segnò 15 reti in 22 partite e aiutò il Lyn a raggiungere la promozione nella Tippeligaen. Dopo quattro stagioni al club di Oslo, dopo la conclusione del campionato 1997 passò al Molde. Durante il periodo al Molde, continuò ad essere un ufficiale di polizia, come intrapreso anni prima.
Fu ingaggiato poi dal Southampton di Dave Jones in cambio di 600.000 sterline nel 1999. Debuttò il 20 novembre dello stesso anno, giocando contro il Tottenham Hotspur in un'insolita posizione di terzino destro, al posto dell'infortunato Jason Dodd. Essendo un calciatore molto versatile, giocò anche in attacco, in un tandem con James Beattie. Ebbe parecchio spazio in squadra fino al campionato 2002-2003 e, nella stessa stagione, giocò anche la finale di FA Cup contro l'Arsenal, terminata però con una sconfitta per uno a zero: Tessem entrò in campo a partita in corso, in sostituzione di Anders Svensson. Totalizzò per il Southampton 130 presenze e 16 reti.
Tornò in prestito al Lyn nel corso del 2004. Rientrato al Southampton, fu ceduto al Millwall con la medesima formula. Con quest'ultimo club, segnò una rete ai danni del Cardiff City. In seguito, tornò al Lyn a titolo definitivo ma, nel 2007, annunciò la sua intenzione di tornare in Inghilterra perché decise con la moglie, inglese, di voler vivere lì. Giocò 208 incontri per il Lyn dal suo debutto del 1994, fino al 2007.
A gennaio 2008 firmò un accordo dalla breve durata con il Bournemouth. Si allenò con la squadra per un mese, prima di firmare il contratto. La squadra retrocesse però dalla Football League One dopo cinque stagioni. Tessem firmò accordi validi mese per mese ma, al termine della stagione, il Bournemouth non gli offrì un contratto per via delle difficili condizioni economiche della squadra.
A giugno 2009 sostenne un provino con l'Örgryte, squadra della Allsvenskan. A causa di un infortunio, però, non firmò un contratto con il club. Soltanto sei giorni dopo il mancato accordo con l'Örgryte, sostenne un provino con il Southampton (militante in League One).
A febbraio 2010, firmò un contratto con l'Eastleigh, ma lasciò il club nello stesso mese.

### Allenatore
Nel 2008, diventò allenatore del Totton & Eling e lo guidò alla vittoria nella Wessex League, con 100 punti.
Dal 2009, è allenatore della Totton Football Academy.

## Statistiche

### Cronologia presenze e reti in nazionale
| Cronologia completa delle presenze e delle reti in nazionale ― Norvegia | Cronologia completa delle presenze e delle reti in nazionale ― Norvegia | Cronologia completa delle presenze e delle reti in nazionale ― Norvegia | Cronologia completa delle presenze e delle reti in nazionale ― Norvegia | Cronologia completa delle presenze e delle reti in nazionale ― Norvegia | Cronologia completa delle presenze e delle reti in nazionale ― Norvegia | Cronologia completa delle presenze e delle reti in nazionale ― Norvegia | Cronologia completa delle presenze e delle reti in nazionale ― Norvegia |
| Data                                                                    | Città                                                                   | In casa                                                                 | Risultato                                                               | Ospiti                                                                  | Competizione                                                            | Reti                                                                    | Note                                                                    |
| ----------------------------------------------------------------------- | ----------------------------------------------------------------------- | ----------------------------------------------------------------------- | ----------------------------------------------------------------------- | ----------------------------------------------------------------------- | ----------------------------------------------------------------------- | ----------------------------------------------------------------------- | ----------------------------------------------------------------------- |
| 28-2-2001                                                               | Belfast                                                                 | Irlanda del Nord                                                        | 0 – 4                                                                   | Norvegia                                                                | Amichevole                                                              | -                                                                       |                                                                         |
| 24-3-2001                                                               | Oslo                                                                    | Norvegia                                                                | 2 – 3                                                                   | Polonia                                                                 | Qual. Mondiali 2002                                                     | -                                                                       |                                                                         |
| 28-3-2001                                                               | Minsk                                                                   | Bielorussia                                                             | 2 – 1                                                                   | Norvegia                                                                | Qual. Mondiali 2002                                                     | -                                                                       | 80’ 86’                                                                 |
| 14-5-2002                                                               | Oslo                                                                    | Norvegia                                                                | 3 – 0                                                                   | Giappone                                                                | Amichevole                                                              | -                                                                       | 46’                                                                     |
| 22-5-2002                                                               | Bodø                                                                    | Norvegia                                                                | 1 – 1                                                                   | Islanda                                                                 | Amichevole                                                              | -                                                                       | 46’                                                                     |
| 21-8-2002                                                               | Oslo                                                                    | Norvegia                                                                | 0 – 1                                                                   | Paesi Bassi                                                             | Amichevole                                                              | -                                                                       | 46’                                                                     |
| 12-2-2003                                                               | Candia                                                                  | Grecia                                                                  | 1 – 0                                                                   | Norvegia                                                                | Amichevole                                                              | -                                                                       | 61’                                                                     |
| 2-4-2003                                                                | Lussemburgo                                                             | Lussemburgo                                                             | 0 – 2                                                                   | Norvegia                                                                | Qual. Euro 2004                                                         | -                                                                       | 46’                                                                     |
| 18-2-2004                                                               | Belfast                                                                 | Irlanda del Nord                                                        | 1 – 4                                                                   | Norvegia                                                                | Amichevole                                                              | -                                                                       | 63’                                                                     |
| Totale                                                                  |                                                                         | Presenze                                                                | 9                                                                       |                                                                         | Reti                                                                    | 0                                                                       |                                                                         |